# Reflexieve relatie
In de verzamelingenleer is een tweeplaatsige relatie tussen elementen in een verzameling reflexief als voor alle elementen geldt dat er een relatie is tussen dat element en zichzelf. Reflexiviteit is een van de voorwaarden voor een equivalentierelatie.

## Definitie
Een relatie {\displaystyle R} op een verzameling {\displaystyle X} is reflexief als:
{\displaystyle \forall a\in X,\ aRa}

## Gerelateerde begrippen
Een relatie {\displaystyle R} is irreflexief als er geen enkel element in {\displaystyle X} is dat in relatie staat met zichzelf:
{\displaystyle \forall a\in X,\ \neg (aRa)}
Een relatie {\displaystyle R} is niet reflexief als er een element in {\displaystyle X} is dat niet in relatie staat met zichzelf:
{\displaystyle \exists a\in X,\ \neg (aRa)}
Een relatie {\displaystyle R} is niet irreflexief als er een element in {\displaystyle X} is dat in relatie staat met zichzelf:
{\displaystyle \exists a\in X,\ aRa}
De tweeplaatsige relatie 'is gelijk aan' is bijvoorbeeld reflexief aangezien voor ieder element geldt dat het gelijk is aan zichzelf. De tweeplaatsige relatie 'is groter dan' is irreflexief aangezien geen enkel element groter is dan zichzelf.

## Voorbeelden
De volgende relaties zijn reflexief:
- 'is gelijk aan', het bepalen van gelijkheid
- 'is een deelverzameling van', het nemen van een deelverzameling
- 'is groter/kleiner dan of gelijk aan'
- 'is een deler van', voor {\displaystyle \mathbb {N} \setminus \{0\}}

De volgende relaties zijn irreflexief:
- 'is ongelijk aan'
- 'is groter dan'

## Reflexieve afsluiting en reductie
- De reflexieve afsluiting van {\displaystyle R}, genoteerd als {\displaystyle R^{=}}, is de tweeplaatsige relatie {\displaystyle R^{=}} op {\displaystyle X} waarvoor geldt dat {\displaystyle \forall x,y\in X\quad xR^{=}y\Leftrightarrow \ xRy} of {\displaystyle x=y}.
- De reflexieve reductie van {\displaystyle R}, genoteerd als {\displaystyle R^{\neq }}, is de tweeplaatsige relatie {\displaystyle R^{\neq }} op {\displaystyle X} waarvoor geldt dat {\displaystyle \forall x,y\in X\quad xR^{\neq }y\Leftrightarrow \ xRy} en {\displaystyle x\neq y}.